# Ilakaka
Ilakaka of Ilakaka Be is een klein stadje in het district Ihosy in de regio Ihorombe (vroegere provincie Fianarantsoa) in het zuidwesten van Madagaskar. Het ligt aan de RN 7 op ongeveer 735 kilometer ten zuiden van Antananarivo en op 218 kilometer van Toliara (Tuléar), 26 kilometer van Ranohira (nabij nationaal park Isalo) en 84 kilometer van Sakaraha. De plaats ligt aan het gelijknamige riviertje Ilakaka, waarnaar het is vernoemd. Ilakaka en omgeving is sinds de eeuwwisseling waarschijnlijk het belangrijkste centrum ter wereld voor het delven van saffier. De regering van Madagaskar heeft lange tijd de plaats niet erkend en zag het in plaats daarvan als een 'buitenwijk' van het 26 kilometer verderop gelegen Ranohira.

## Geschiedenis
Tot de jaren 1990 was het een klein dorpje van ongeveer 40 inwoners, maar nadat er in 1998 saffier (later ook toermalijn) werd gevonden, groeide het uit tot het belangrijkste mijnbouwcentrum voor deze edelsteen en trokken mensen uit alle delen van Madagaskar en uit alle 18 stammen van het land naar de plek om er hun geluk te beproeven. In de hoogtijjaren kwamen dagelijks honderden mensen naar de plek. Het aantal inwoners wordt de laatste jaren geschat op ergens tussen de 20.000 tot 60.000 mensen. Grote delen van Ilakaka bestaan uit krottenwoningen zonder water of elektriciteit. De plaats telt vele kroegen en bordelen en wordt ook wel gekenschetst als een stadje uit het Wilde Westen. Omdat de plaats de reputatie heeft dat er makkelijk geld te verdienen valt, is er echter ook veel criminaliteit en afrekeningen in het criminele circuit zijn niet uitzonderlijk. Een bekend slachtoffer van een dergelijke afrekening was de zwager van Osama bin Laden, Muhammad Jamal Khalifa in januari 2007. De gendarmerie heeft de laatste jaren de situatie echter beter onder controle dan in de begindagen van de 'saffierkoorts'.

## Mijnbouw
Het landschap nabij de plaats is op verschillende plekken omgeploegd door mijnschachten. Het delven van saffier en toermalijn gebeurt doorgaans op primitieve wijze met touwen waaraan kompels (vaak teams van vader en zonen uit arme gezinnen) naar beneden worden gelaten in zelf gegraven illegale mijnschachten. Veiligheidsmaatregelen worden nauwelijks getroffen, waardoor er regelmatig schachten instorten en mensen levend begraven worden. Andere belangrijke doodsoorzaken in de plaats zijn dysenterie en malaria. De saffieren worden doorgaans opgekocht door tussenhandelaren van Singalese (Si Lanka), Indiase en Thaise afkomst. Hun aanwezigheid kenmerkt zich door vele opkoopcentra (aangeduid op borden met 'Gems') en de aanwezigheid van moskeeën. Deze tussenhandelaren verkopen de saffieren vervolgens aan grote Britse en Amerikaanse bedrijven. Sinds de vondst van saffier zijn meer mijnbouwcentra ontstaan zoals de iets zuidelijker gelegen dorpen Bevilani (in 2004 vondst van saffier) en Sakahara.

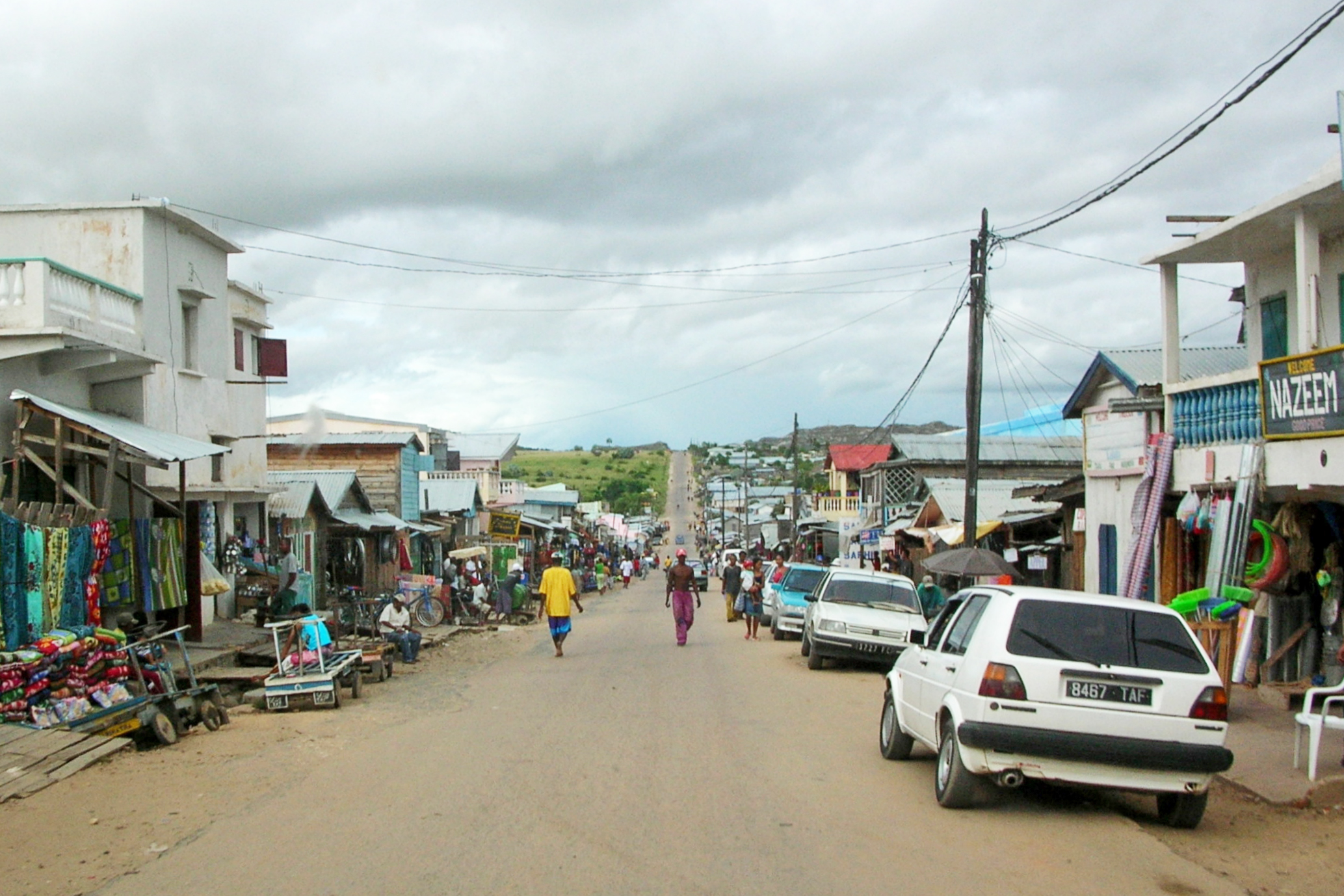
Hoofdstraat (RN 7)
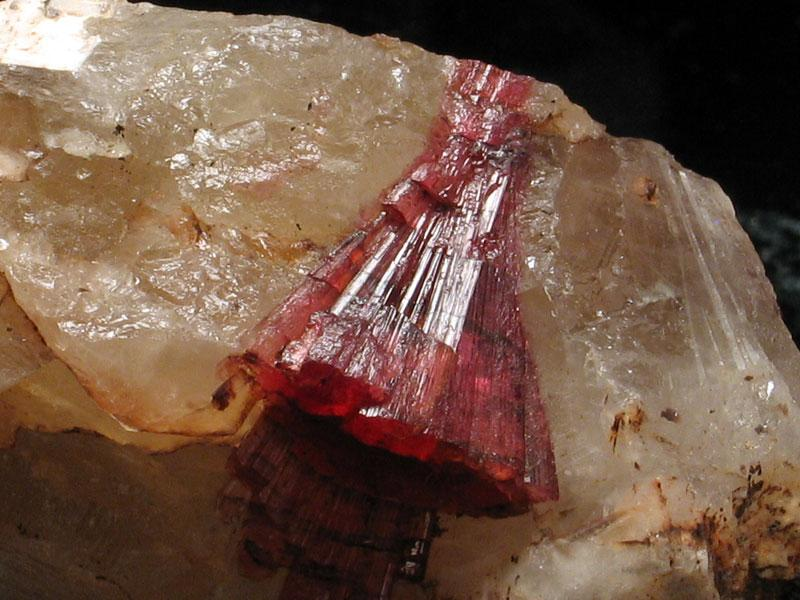
Toermalijn in een ertsafzetting uit de omgeving van Ilakaka